# Большая хоральная синагога (Гродно)
Больша́я хора́льная синаго́га, Гро́дно, (бел. Харальная сінагога, Горадня, англ. Great Synagogue of Grodno) — действующая синагога в центре города Гродно (улица Большая Троицкая, 59A), Беларусь. Ведёт свою историю с XVI века.

## История
Первая каменная синагога в Гродно была построена в 1575—1580 гг., предположительно, по проекту итальянского архитектора Санти Гуччи, приглашённого раввином Мордехаем Яффе, уроженцем Праги, незадолго до этого — в 1572 году — приехавшим в Гродно. В результате пожара в 1617 году эта синагога была полностью уничтожена, но вскоре после пожара польский король Сигизмунд III разрешил евреям построить новую синагогу на месте старой.
В 1752 году главную синагогу Гродно видел прусский путешественник Шлемюллер, который, отмечая её высочайших статус в ВКЛ, записал:

Ещё я осматривал каменную еврейскую синагогу, довольно красивую, которая является главной после виленской.
— В. Шлемюллер. Дневник путешествия на сейм в Гродно. Перевод из книги Е. Асноревского «Гродно — столица, которая осталась»
Вторая синагога просуществовала дольше, но повторила участь предшественницы, сгорев в 1899 году. Здание однако не очень значительно пострадало в пожаре.
Нынешнее здание Большой хоральной синагоги было построено Ильёй Фрункиным в 1902—1905 гг. в одной из разновидностей эклектики — мавританском стиле на фундаментах и с использованием стен предыдущей синагоги. По другим данным, архитектором здания являлся местный зодчий Моисей Любич.
В период немецкой оккупации Гродно синагога, находившаяся в центре гетто, использовалась нацистами как место сбора евреев перед отправкой в концлагеря и на расстрелы.
Богатому внутреннему декору здания во время Великой Отечественной войны был нанесён серьёзный ущерб. В советский период (1944—1991 гг.) здание использовалось под склад, также здесь были творческие мастерские гродненских художников.
С 1991 года здание возвращено еврейской религиозной общине.
В 2011 году в синагоге началась реконструкция. Сейчас там происходят службы, проводятся культурные мероприятия и встречи еврейской общины.
В 2012 году в синагоге был открыт частный музей истории евреев. В 2014 году музей стал филиалом государственного музея истории религий.
В главном зале синагоги в 2019 году планировалось открытие центра неформального еврейского образования.
В музее собрана информация о евреях из Гродненской области: промышленные, государственные и общественные деятели, деятели культуры. Среди них — художник Лев Бакст, герой Сопротивления Лиза Чапкина, ученый Феликс Зандман и многие другие.
Постоянная экспозиция включает и тему Холокоста. Отдельный раздел посвящен праведником мира, которые спасали гродненских детей от преследования нацистов. Здесь сохранено множество уникальных свидетельств времени, среди экспонатов записки детей, погибших в Освенциме, аудио и видеозаписи свидетелей трагедии.

## Архитектура
Гродненская синагога является памятником эклектики. Фасад строения декорирован пышной лепниной. Эклектика здания весьма продумана и тонко сплетает в себе элементы ренессанса, псевдорусского стиля и так называемой мавританской архитектуры. Стены синагоги покрыты сложной рустовкой. Оконные проёмы декорированы богатыми и разнообразными обрамлениями, с различными фронтонами. Особенно выделяются большие арочные окна боковых и заднего фасада. Фронтоны этих проёмов имеют сложную форму и могут быть отнесены к псевдорусскому стилю, но и в архитектуре ренессанса можно встретить сходные формы. Завершения окон поддерживают богатые лепные кронштейны, опирающиеся на изящные коринфские колонки с каннелюрами. Подоконники имеют собственный кронштейны. Над окнами боковых фасадов проходит фриз с розетками.
В центре заднего фасада располагается полукруглая апсида, появившаяся во время реконструкции начала XX века. Её объём прорезан остроконечными окнами в духе псевдорусской архитекторы. Завершён задний фасад щипцом с гранёными башенками, имеющими небольшие шпили. Между башенками тянется декоративный кованный бортик, а под ними размещён ряд небольших декоративных арок. В верхней части щипца, над апсидой, находится флорентийское окно.
Главный фасад имеет террасу между алькежами, которые после пожара получили как бы дополнительные башнеобразные части, завершённые округлыми фронтонами с крупными мавританскими розетками. Над центральной лоджией с кованной решёткой, помещён щипец, представляющий собой упрощённый вариант щипца заднего фасада. Он украшен башенками и двумя звёздами Давида, одна из которых размещена в нише, а вторая на кованом бортике. Терраса могла служить для выступлений перед собравшимися у здания прихожанами.
Интерьер синагоги украшает сложный лепной декор. В основном он сконцентрирован на сводах главного зала.
Интересна судьба стен старой синагоги, которые хорошо видны на фото после пожара конца XIX века. Сохранность синагоги позволяла именно восстановить храм, а не строить заново. Специалисты дискутируют относительно использования старых стен, однако анализ нового здания показывает, что применялась кладка XX века. Так или иначе, новая синагога в значительной степени повторяет план старой и построена с использованием её фрагментов.

## Изображения гродненской синагоги
- Синагога до реконструкции XXI века.
- Вид на апсиду изнутри синагоги.
- Лепнина на сводах.
- Лепной декор в интерьере.
- Н. Орда. Долина Городничанки во второй половине XIX века. В верхнем левом углу видна синагога до реконструкции начала XX века.